# Iberospinus
Iberospinus – wymarły rodzaj spinozaura, żyjącego na obszarze dzisiejszej Portugalii. 
Do tego rodzaju należał jeden gatunek – Iberospinus natarioi.